# Émile Carrara
Pour les articles homonymes, voir Émile Carrara (cyclisme) et Carrara.
Émile Carrara, né le 2 août 1915 dans le 19e arrondissement de Paris et mort le 11 mars 1973 dans le 7e arrondissement, est un compositeur, accordéoniste et éditeur français d'origine italienne.
Il a notamment écrit la musique du standard Mon amant de Saint-Jean en 1937 (version définitive en 1942). Chanson qu'il dédia à sa fiancée Suzanne (devenue plus tard son épouse) pour marquer leur promesse de mariage faite à La Bonne Idée, une auberge de Saint-Jean-aux-Bois, dans la forêt de Compiègne.

## Biographie
Né d'une famille d'émigrés italiens, il épouse Suzanne Rigolot de Gémonville en Meurthe-et-Moselle. Sa vie artistique est rythmée par des prestations dans divers orchestres : au Moulin Rouge de 1933 à 1935,  à la Coupole Montmartre de 1935 à 1936, au Maxim's de 1937 à 1938.
Outre Mon Amant de Saint-Jean, on lui doit environ 500 œuvres musicales dont Le P'tit bal de la rue d'Lappe, On danse à la Villette et Ma rue pour Damia. Il participa à trois films : Zouzou, 1934 de Marc Allégret, et deux courts-métrages de Léo Sevestre (Chanson de rue, 1944, et L'accordéon et ses vedettes, 1946).